# 红色风暴娱乐
红色风暴娱乐（又译作），是育碧软件的全资子公司，总部位于美國北卡罗来纳州卡里，专业从事游戏和相关的商品，主要是基于作家汤姆·克兰西的作品。该公司开发和销售自己的游戏。